# Ютин
Ютин — хутор в Егорлыкском районе Ростовской области.
Входит в состав Егорлыкского сельского поселения.

## География
Расположен в бассейне реки Мечетка, к северу от станицы Егорлыкской, между автомагистралью «Ростов-на-Дону — Сальск» на западе и железной дорогой «Батайск — Сальск» на востоке. 

## История
До 1963 года носил название населенный пункт 2-го отделения совхоза «Егорлыкский».

## Население
| 1989 | 2002 | 2010 |
| ---- | ---- | ---- |
| 306  | ↗325 | ↘289 |

## Улицы
- ул. Мирная
- ул. Школьная
- пер. Магазинный